# (392142) Solheim
(392142) Solheim est un astéroïde de la ceinture principale.

## Description
(392142) Solheim est un astéroïde de la ceinture principale. Il fut découvert le 16 avril 2009 à Baldone par Kazimieras Černis et Ilgmārs Eglītis. Il présente une orbite caractérisée par un demi-grand axe de 3,12 UA, une excentricité de 0,06 et une inclinaison de 9,8° par rapport à l'écliptique.

## Compléments